# Bayerotrochus teramachii
Bayerotrochus teramachii (Kuroda, 1955) é uma espécie de molusco gastrópode marinho da família Pleurotomariidae, nativa da região oeste do oceano Pacífico. Já foi considerada uma subespécie de Bayerotrochus africanus (Tomlin, 1948).

## Descrição
Bayerotrochus teramachii possui concha em forma de turbante, com coloração creme e desenhos de estrias em amarelo ou laranja. Interior da abertura fortemente nacarado. As espécies do gênero Bayerotrochus são geralmente mais frágeis, arredondadas e menos esculpidas em sua superfície do que os outros três gêneros viventes de Pleurotomariidae.[carece de fontes?]

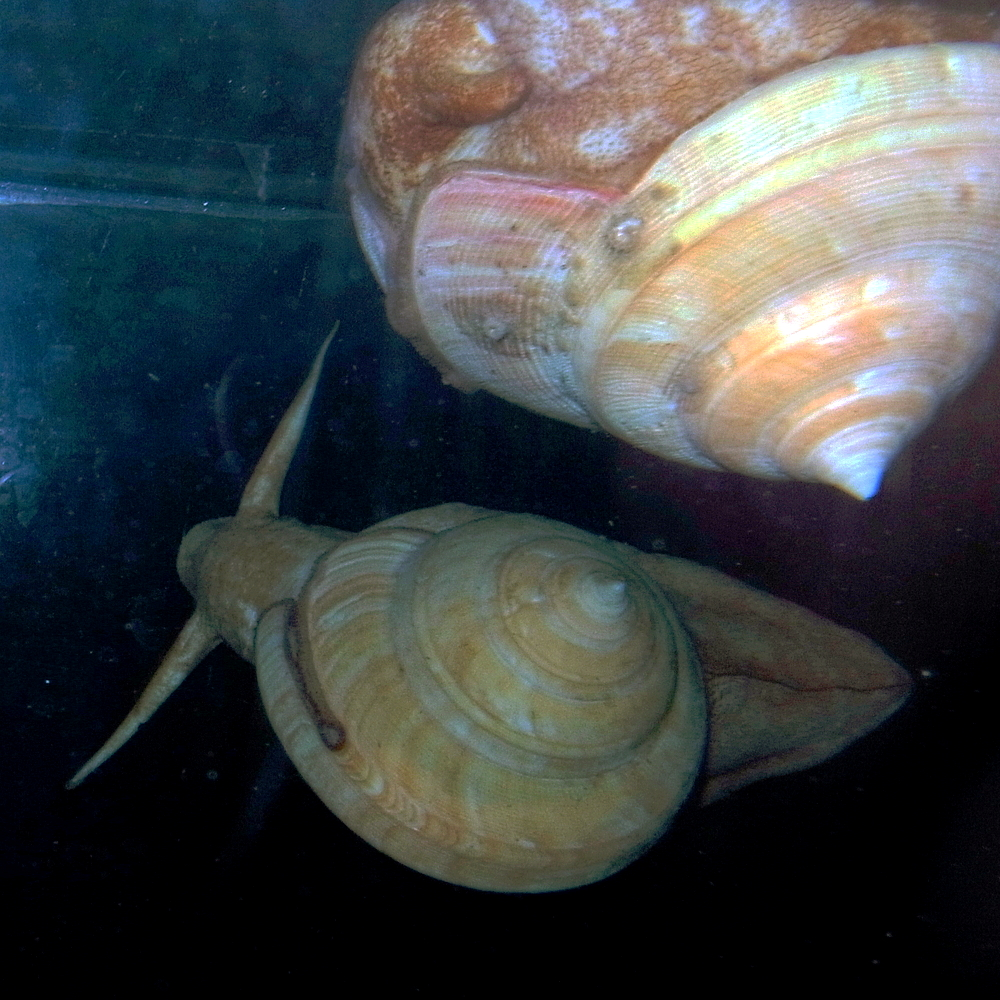
Exemplares vivos de B. teramachii em aquário do Japão.

## Distribuição geográfica
Esta espécie foi coletada na região oeste do oceano Pacífico, em uma extensão que vai da costa do Vietnã ao Japão.